# Rhacophorus dugritei
Espèce
Synonymes
- Polypedates dugritei David, 1872 "1871"
- Polypedates davidi Sauvage, 1877
- Hyla monticola Barbour, 1912
- Hyla bambusicola Barbour, 1920
- Rhacophorus pleurostictus batangensis Vogt, 1924

Statut de conservation UICN

 LC  : Préoccupation mineure
Rhacophorus dugritei est une espèce d'amphibiens de la famille des Rhacophoridae.

## Répartition
Cette espèce se rencontre entre 1 400 et 3 200 m d'altitude, :
- en République populaire de Chine dans les provinces du Sichuan et du Yunnan ;
- dans l'extrême nord du Viêt Nam dans la province de Lào Cai.

Elle vit dans les forêts de montagnes.

## Étymologie
Cette espèce est nommée en référence au missionnaire P. Dugrite.

## Publication originale
- David, 1872 "1871" : Rapport adressé à MM. les professeurs-administrateurs du Muséum d'Histoire Naturelle. Nouvelles archives du Muséum d'Histoire Naturelle de Paris, vol. 7, p. 75-100 (texte intégral).